# Биоремедијација
|  | Овај чланак је део дисеминационих активности уз подршку Фонда за науку Републике Србије, Програм ДИЈАСПОРА, #6464843, MeMEAS у сарадњи са Хемијским факултету Универзитета у Београду. Садржина ових текстова не изражава ставове Фонда за науку Републике Србије. Датум уноса: октобар—децембар 2023. Википедијанци: Ова група ученика ће писати чланке на подстраницама, где ће остати до краја периода уноса и оцењивања. Позовамо вас да помогнете ученицима и дате им смернице током израде. |

Биоремедијација је поступак током којег се загађујуће супстанце биолошким путем трансформишу у мање токсичне или нетоксичне супстанце. Као биолошки агенси се најчешће користе микроорганизми. Да би се повећала брзина микробиолошке биоремедијације, оптимизују се услови за раст и развој микроорганизама присутних у земљишту аерацијом, додавањем хранљивих супстанци, најчешће соли азота и фосфора, ако је неопходно, и додавањем посебно припремљених култура микроорганизама.

## Микроорганизми у биоремедијацији
Употреба микроорганизама као биодеградационих агенаса је у сталном порасту због огромног биодиверзитета и непревазиђеног катаболичког потенцијала. Деградационе способности су условљене катаболичким генима и ензимима. Осим тога, микроорганизми поседују различите механизме за адаптацију на хидрофобне супстрате као што су: модификација ћелијске мембране, производња површински активних супстанци или употреба ефлукс пумпи за смањење концентрације токсичних компоненти. Доминантни родови микроорганизама који разграђују угљоводонике нафте су код бактерија: Nocardia, Pseudomonas, Acinetobacter, Flavobacterium, Micrococcus, Arthrobacter, Corynebacterium, Achromobacter, Rhodococcus, Alcaligenes, Mycobacterium i Bacillus код квасаца: Rhodotorulla, Candida, Sporobolomyces и Aureobasidium код плесни, Fusarium, Aspergillus, Mucor, Penicillium, Trichoderma i Phanerochaete.

## Фактори који утичу на биоремедијацију
За успешност биоремедијационог процеса поред избора врсте микроорганизма способног да разгради контаминант као извор угљеника, морају се узети у обзир и други фактори као што су лакоусвојиви извор азота и фосфора (хранљиве супстанце), влажност, температура, кисеоник (аерација) и евентуално присуство сурфактаната. Осим тога, важне су и карактеристике земљишта као што су рН, минерални састав и садржај органске материје.

### Хранљиве супстанце
Извор хране и енергије за микроорганизме је загађујућа супстанца. Пошто је контаминирано земљиште богато угљеником, а сиромашно азотом и фосфором неопходно је коришћење хранљивих супстанци. Додатак ових састојака доводи до повећаног раста микроорганизама и убрзава процес деградације загађујуће супстанце. Како је контаминирано земљиште богато угљеником, а сиромашно азотом и фосфором неопходно је коришћење хранљивих супстанци. Додатак ових састојака доводи до повећаног раста микроорганизама и убрзава процес деградације загађујуће супстанце.

### Влажност
Недостатак влажности представља ограничавајући фактор јер смањује раст микроорганизама, док са друге стране превелика влажност смањује аерацију земљишта.

### Температура
Температура утиче на раст и састав микробних заједница, као и на брзину деградације загађујуће супстанце. 

### рН вредност
pH вредност одређује тип микроорганизама који ће вршити деградацију. Оптимална рН вредност за раст и развој микроорганизама је 6-9.

### Аерација
Деградација нафтних загађивача се најбрже и најкомплетније остварује под аеробним условима. За повишење концентрације кисеоника у контаминираној средини се користе бројне методе попут принудне аерације, механичког мешања, биовентилације, увођења ваздуха и додатком алтернативних извора кисеоника попут водоник-пероксида или (најчешће) магнезијум-пероксида.

## Технологије биоремедијације
Избор технологије за ремедијацију је јединствен за сваки случај и зависи од низа фактора: врсте и концентрације контаминанта, карактеристика земљишта и терена, граничних концентрација које треба достићи на основу законске регулативе, времена расположивог да се изведе деконтаминација као и цене. Биоремедијација се може вршити in situ и ex situ.

### In situ
In situ технологије омогућавају третман загађене земље на месту загађења, при чему се избегавају трошкови ископавања и транспорта. Примена овог третмана је ограничена дубином земљишта који се може ефикасно обрадити. Углавном, код већине земљишта ефикасна дифузија кисеоника која ће омогућити одговарајући степен биоремедијације може се постићи за дубине од неколико центиметара до око 30 cm. Неке од најважнијих in situ биолошких техника су природно смањење, биовентилација, стимулисана биоремедијација, површинска обрада земљишта и фиторемедијација. Природно смањење (енгл. natural attenuation), познато и као унутрашња биоремедијација тј. биоатенуација (енгл. intrinsic bioremediation, bioattenuation) пасивни је ремедијациони поступак, који подразумева праћење природног процеса пречишћавања који се одиграва in situ без икакве стимулацијe.

### Ex situ
Површинска обрада земљишта (енгл. landfarming) се може реализовати и ex situ поступком. Током овог процеса, контаминирано земљиште се прво ископава, потом се меша са отпадом из дрвно-прерађивачке индустрије уз додатак хранљивих супстанци, а затим се формира слој не већи од 0,5 m. Процеђене течности се сакупљају помоћу система цеви. Земљиште се пољопривредном механизацијом периодично окреће чиме се повећава аерација и избегава хетерогена деградација. Оптималан садржај влаге се одржава наводњавањем или распрскавањем, а оптимално рН додавањем гашеног креча или фосфорне киселине. Ова једноставна техника се често користи у нафтној индустрији и за нафтни муљ.

## Биоремедијација земљишта загађеног тешким металима
Последњих година, контаминација животне средине тешким металима представља озбиљан проблем. Главни извори загађења тешким металима су метална индустрија, хемијска индустрија, рударство, саобраћај и енергетика. Опасност од тешких метала се огледа у њиховој способности биоакумулације и биомагнификације. Метали који доспевају у околну средину концентришу се у хумусном слоју земљишта, седиментима дна водених басена и производима. Високе концентрације тешких метала у природним срединама имају токсично дејство на животиње, биљке и многе микроорганизме, што доприноси смањењу биолошке разноврсности и продуктивности екосистема. Тешки метали се могу поделити на есенцијалне (бакар, цинк, манган, гвожђе, селен) и неесенцијалне (олово, жива, кадмијум, арсен, алуминијум, кобалт, платина).
1. Бактерије: Bacillus cereus, Bacillus subtilis, Kocuria flava, Pseudomonas aeruginosa, Pseudomonas putida, Pseudomonas veronii, Cyanobacteria sp, Streptomyces sp;
2. Плесни: Aspergillus fumigatus, Aspergillus tereus, Penicillium chrysogenum, Rhizopus oryzae
3. Квасци: Candida utilis, Hansenula anomala, Rhodotorula mucilaginosa, Saccharomyces cerevisiae.
Тешки метали се трансформишу у мање токсичне облике. Тако неке бактеријске популације могу токсичан облик хрома Cr(VI) редуковати до Cr(III). У формирању микробних популација које врше детоксификацију земљишта контаминираних тешким металима, користе се и методе генетичког инжењеринга. Генетички модификована Ralstonia eutropha смањује токсичан ефекат Cd2+ на раст биљака дувана.